# NGC 2363
NGC 2363 é uma galáxia irregular (Irr) localizada na direcção da constelação de Camelopardalis. Possui uma declinação de +69° 11' 34" e uma ascensão recta de 7 horas, 28 minutos e 29,9 segundos.
A galáxia NGC 2363 foi descoberta em 9 de Março de 1874 por Ralph Copeland.